# Jean-Luc Léonardon
Pour les articles homonymes, voir Léonardon.
 (janvier 2019).
Si vous disposez d'ouvrages ou d'articles de référence ou si vous connaissez des sites web de qualité traitant du thème abordé ici, merci de compléter l'article en donnant les références utiles à sa vérifiabilité et en les liant à la section « Notes et références ».
Jean-Luc Léonardon est un claviériste, chanteur, auteur-compositeur et arrangeur français, né le 26 septembre 1969.
Il plaisante souvent de cette coïncidence : "je suis né le jour de la sortie de l'album  Abbey Road des Beatles ; l'un des deux vieillit mieux que l'autre !".
Jean-Luc, parallèlement à ses activités sur scène ou en studio, compose pour la publicité ou la télévision (série policière Paul Sauvage pour M6, avec Olivier Marchal et Elisa Tovati).
Sur scène, on a pu l'entendre notamment aux côtés d'Alain Souchon, Jean-Louis Aubert, Zazie, Natasha St-Pier, Michel Fugain, Marc Lavoine, Julien Clerc, Angélique Kidjo ou des différentes éditions du collectif Pop Rock Party / Les Aventuriers d'un autre monde (Kolinka, Bertignac, Cali, Aubert, Raphael, EIcher, Thiéfaine, Christophe, Jim Kerr, Keziah Jones, etc.). Il a participé à une dizaine d’éditions du concert des Enfoirés.
En studio, il collabore notamment avec Alain Souchon  (albums  Au ras des pâquerettes, âme fifty-fifties)  Eddy Mitchell, Michel Fugain, Garou (co-arrangeur de l’album « Gentleman cambrioleur ») mais aussi avec Hubert-Félix Thiéfaine pour son  album Scandale mélancolique, Luce, ou encore Vincent Baguian (Ce soir c'est moi qui fait la fille), les groupes Elista, (La Folie douce) et Archimède.
Il réalise et arrange les albums de plusieurs artistes, notamment pour Michel Fugain (Bravo et merci, 2007, La vie, l’amour, etc… , 2024) et les 3 premiers albums de la jeune artiste Pauline : Allô le monde (2007), La Vie du bon côté (2010), et Le meilleur de nous-mêmes (2013) 
En parallèle, il chante et joue les claviers dans divers groupes tournant dans le circuit des clubs et salles indépendantes, comme Restrictions, The Desktops Tamla Motown Revival, MYK and Friends, ou Dr Wu, « tribute band » de 12 musiciens qu’il crée pour jouer la musique de  Steely Dan .
Un DVD/CD live sera issu en 2012 de la tournée de Jean-Louis Aubert, (Roc'Eclair Tour) à laquelle il participe.
En 2012-2013, Alain Souchon se lance dans une tournée intimiste avec seulement deux musiciens (Jean-Luc Léonardon, donc, et Michel-Yves Kochmann) d'une centaine de dates. Jean-Luc se "met en danger" (selon ses propres termes) en utilisant de multiples instruments dont il n'a pas forcément l'habitude.
En 2013, il collabore avec Zazie lors de sa tournée Cyclo tour.
En 2013/2014, il assure la direction musicale de l'émission de télévision les chansons d'abord sur France 3, et endosse le rôle d'assistant coach aux côtés de Natasha St-Pier pour l'émission The Voice Belgique.
En 2014, il repart sur la route aux côtés de Jean-Louis Aubert, pour la tournée de l'album les parages du vide (Aubert chante Houellebecq). Un nouvel album live en sera issu .
On l'a aussi vu sur les routes aux côtés de Lara Fabian (tournée européenne 2016), à nouveau Natasha St Pier pour plusieurs tournées en piano-voix entre 2009 et 2019, et ponctuellement  Aṣa, Sinclair, Kids United, Julie Zenatti, ainsi que quelques concerts exceptionnels en 2017/2018 avec une affiche réunissant Alain Souchon et ses 2 fils Pierre Souchon et Ours.
Il assure les claviers sur l'émission The Voice Kids sur les saisons 4/5/6/11
Avec le groupe “The Mellophonics “ il signe 3 albums pour MYMA.
D’Octobre 2019 à Mai 2022 , il retrouve avec bonheur Alain Souchon pour la tournée de l’album Âme fifties. L’album live  « Ici et là, en concert au Dôme de Paris » en est tiré.
Depuis 2022, il officie aux claviers sur l’émission The Voice (saisons 12 à 14) 
En 2024, il repart sur les routes avec Zazie pour le “Nouvel Air Tour”.
2024 marque aussi ses retrouvailles avec Michel Fugain, dont il réalise le nouvel album « La vie, l’amour, etc. ».
En 2025, il réalise le nouvel album du légendaire auteur-compositeur-interprète américain Bill LaBounty
Encore en 2025, il part à Londres avec Asa pour une mini-tournée. 

## Albums
| Date de Sortie | Titre                        | Label                      |
| -------------- | ---------------------------- | -------------------------- |
| 2015           | The Vintage Soul Era         | MYMA - Justement Music     |
| 2016           | Soul 70’s                    | MYMA - Montmorency Records |
| 2017           | The Vintage Disco Era        | MYMA - Montmorency Records |
| 2018           | Silent Movies                | MYMA - Justement Music     |
| 2018           | Happy & Quirky               | MYMA - Justement Music     |
| 2019           | Emotional Build Up           | MYMA - Stereoscopic        |
| 2019           | Boogn’ Roll                  | MYMA - Justement Music     |
| 2020           | Italo disco                  | MYMA - Justement Music     |
| 2021           | Piano Jazz Cocktail          | MYMA - Justement Music     |
| 2022           | La Compilation 15            | MYMA - Justement Music     |
| 2023           | 80’s Club                    | MYMA - Stereoscopic        |
| 2023           | Crooners & Big Band Heritage | MYMA - Montmorency Records |
| 2025           | The Golden Swing Era         | MYMA - Justement Music     |